# وزن بصري
يتم تعريف الوزن المرئي في الصورة على أنه القوة البصرية التي تظهر بسبب تباين الضوء بين العناصر المرئية التي تضاعفها.
الوزن المرئي هو قوة بصرية تسود في توازن الصورة. وفقا لرودولف أرنهايم الوزن البصري، جنبا إلى جنب مع الاتجاه هي الخصائص التي تمارس المزيد من التأثير في توازن الصورة.

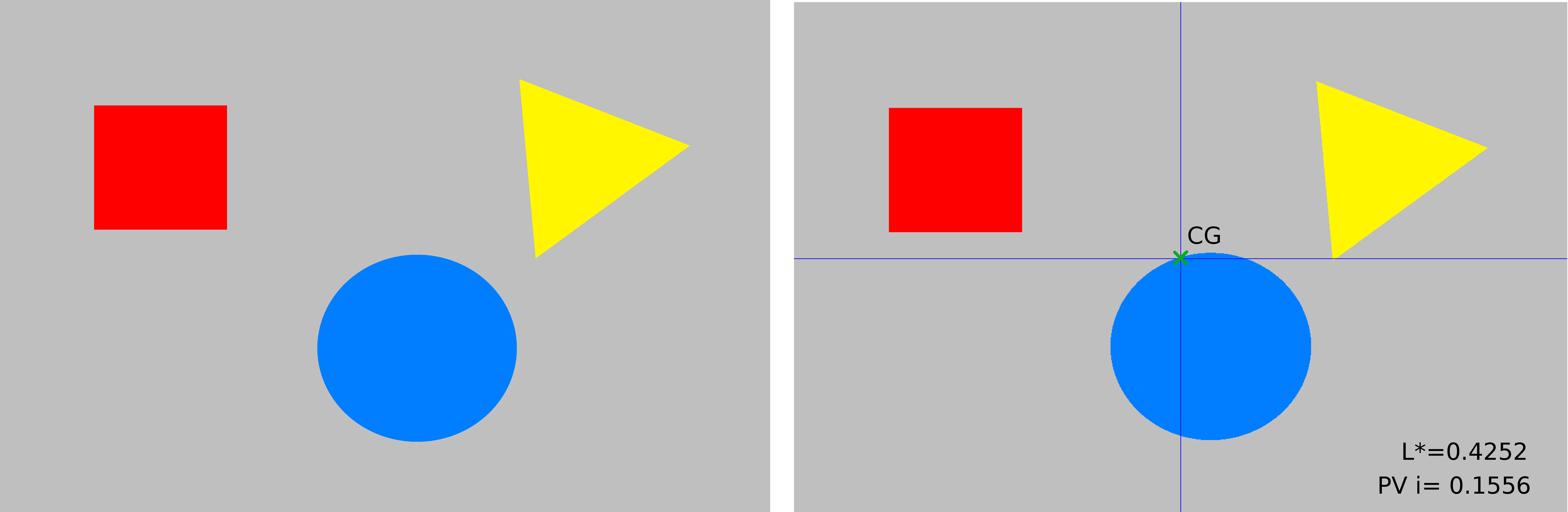
الإضاءة، الوزن المرئي والمركز من جاذبية صورة

يمكن تحديد الوزن البصري وتوازن الشكل المُدرج في الصورة باستخدام خفة الشكل، وخفة الأرض وأحجامها وتفاعلات المواضع في التركيب البصري.
نثبت أن الصورة متوازنة تمامًا عند وجود القوة الناتجة في المركز الهندسي للصورة. عندما يقع في أي من الحدود الخارجية للإطار، فإننا نثبت أن الصورة غير متوازنة تمامًا. لذلك، يقوم المركز الهندسي للصورة بتعيين أقصى عمود للتوازن وحدود الإطار الذي يحدد أقصى أقطاب عدم الاتزان.